# Polisportiva Valpolcevera 1939-1940
Questa voce raccoglie le informazioni riguardanti la Polisportiva Valpolcevera nelle competizioni ufficiali della stagione 1939-1940.

## Rosa
| N. |                   | Ruolo | Calciatore          |
| -- | ----------------- | ----- | ------------------- |
|    | Italia (bandiera) | A     | Domenico Abbaneo    |
|    | Italia (bandiera) | A     | Giovanni Alfonsi    |
|    | Italia (bandiera) | D     | Carlo Battegazzorre |
|    | Italia (bandiera) | D     | Carlo Becucci       |
|    | Italia (bandiera) | A     | Pietro Cai          |
|    | Italia (bandiera) | A     | E. Cereseto         |
|    | Italia (bandiera) | A     | Luigi De Ferrari    |
|    | Italia (bandiera) | A     | Spartaco Donati     |
|    | Italia (bandiera) | A     | Flavio Floris       |
|    | Italia (bandiera) | D     | Orlando Foca        |
|    | Italia (bandiera) | A     | Sergio Grasso       |
|    | Italia (bandiera) | P     | Angelo Ivani        |
|    | Italia (bandiera) | C     | Renato Lombardo     |

| N. |                   | Ruolo | Calciatore        |
| -- | ----------------- | ----- | ----------------- |
|    | Italia (bandiera) | C     | Anelio Matterozzi |
|    | Italia (bandiera) | C     | Romano Mazzarello |
|    | Italia (bandiera) | D     | Dino Menegatti    |
|    | Italia (bandiera) | P     | Pierino Miroglio  |
|    | Italia (bandiera) | A     | S. Muroni         |
|    | Italia (bandiera) | D     | Vittorio Opletal  |
|    | Italia (bandiera) | A     | Aldo Palombella   |
|    | Italia (bandiera) | A     | Mario Pedemonte   |
|    | Italia (bandiera) | C     | E. Risso          |
|    | Italia (bandiera) | A     | Raffaele Rivolo   |
|    | Italia (bandiera) |       | C. Segatori       |
|    | Italia (bandiera) | D     | Emilio Torazza    |
|    | Italia (bandiera) | D     | Giuseppe Vignola  |